# 李全明 (1979年)
李全明（1979年11月—），男，汉族，中华人民共和国政治人物。现任北方工业大学科学技术研究院院长兼科技成果转化中心主任，教授，博士生导师。第十四届全国政协委员。